# Velehrad

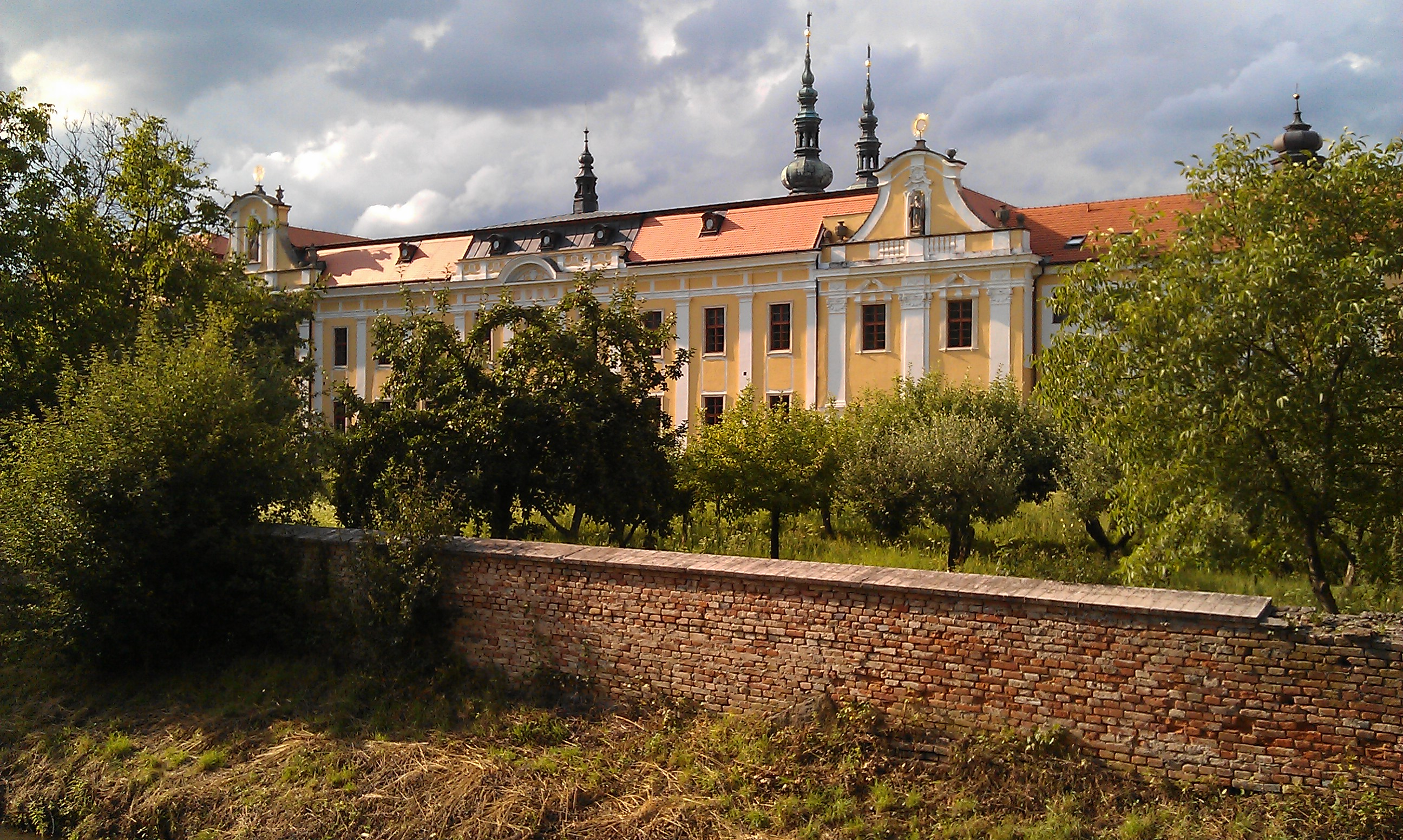
Kloster Velehrad

Velehrad (deutsch Welehrad, älter auch Willerat) ist eine Gemeinde in Tschechien. Sie liegt fünf Kilometer nordwestlich von Staré Město und gehört zum Okres Uherské Hradiště. Der Ort ist einer der bedeutendsten Wallfahrtsorte des Landes.

## Geographie
Velehrad befindet sich am östlichen Fuße des Marsgebirges in der Mährischen Slowakei. Das Dorf liegt im Tal des Baches Salaška oberhalb der Einmündung des Modranský potok an dessen Einmündung in die Salaška und bildet im Osten mit Modrá eine zusammenhängende Bebauung. Nördlich erhebt sich der Hügel Hrušová (389 m).
Nachbarorte sind Jankovice und Kopaniny im Norden, Modrá im Nordosten, Staré Město im Südosten, Zlechov und Tupesy im Süden, Břestek im Südwesten, Chabaně im Westen sowie Salaš im Nordwesten.

## Geschichte
Keramikfunde belegen eine frühzeitliche Besiedlung auf dem Gebiet der Gemeinde bis 5000 v. Chr.
Zur Zeit des Mährischen Fürstentums entstand östlich des heutigen Ortes auf der Anhöhe über dem Zusammenfluss von Modranský potok und Salaška eines der ältesten steinernen christlichen Kirchengebäude des Landes. Die Nähe zur Stadt Weligrad lässt vermuten, dass in der Kirche später die Apostel Kyrill und Method gepredigt haben. Zwischen dem 9. und 13. Jahrhundert erlosch diese bedeutsame Ansiedlung.
Im Jahre 1205 gründete Markgraf Vladislav Heinrich am rechten Ufer der Salaška das erste mährische Zisterzienserkloster. Das Kloster Welgrad erhielt seinen Namen nach dem alten Zentrum Großmährens, Weligrad und sollte die Grablege der Markgrafen von Mähren werden. Gleichzeitig wurde die Ansiedlung Weligrad dem Kloster übertragen. Der Klosterbau wurde nach 1240 vollendet. Um das Kloster entstanden Wirtschaftsgebäude, aus denen das Dorf Welehrad erwuchs. 1421 brannten die Hussiten das Kloster nieder.
Der Abt Eckardt von Schwoben leitete in den Jahren 1587 bis 1592 den Wiederaufbau des Klosters ein. Während des Dreißigjährigen Krieges verwüstete Gábor Bethlen 1623 das Kloster. 1626 fielen die aufständischen Walachen ein. Unter dem Abt Johann Greifenfels von Pilsenburg wurde das Kloster zwischen 1629 und 1635 wieder hergerichtet. 1681 vernichtete ein Feuer Teile der Anlage. Nach Plänen von Giovanni Pietro Tencalla erhielt die Anlage zwischen 1685 und 1735 ihre heutige Gestalt. Im Zuge der Josephinischen Reformen wurde das Kloster im Jahre 1784 aufgehoben. Die Kirche Mariä Himmelfahrt wurde zur Pfarrkirche für die umliegenden Ortschaften. Zwei Jahre später entstand auf den Fluren der klösterlichen Schäferei die Kolonie Neudorf. 1826 entstand das Pfarrhaus. Die Klosteranlagen wurden zweckentfremdet genutzt und verfielen.
Nach der Aufhebung der Patrimonialherrschaft entstand 1848 die politische Gemeinde Velehrad/Welehrad im Bezirk Ungarisch Hradisch. 1890 übernahm der Jesuitenorden das Kloster und errichtete ein Kolleg, das später in ein Gymnasium umgewandelt wurde. Im Jahre 1900 hatte Welehrad 610 Einwohner. Papst Pius XI. erhob die Klosterkirche 1927 zur Basilica minor. Zwischen 1942 und 1945 wurde das Gymnasium geschlossen und der Hitlerjugend übertragen.

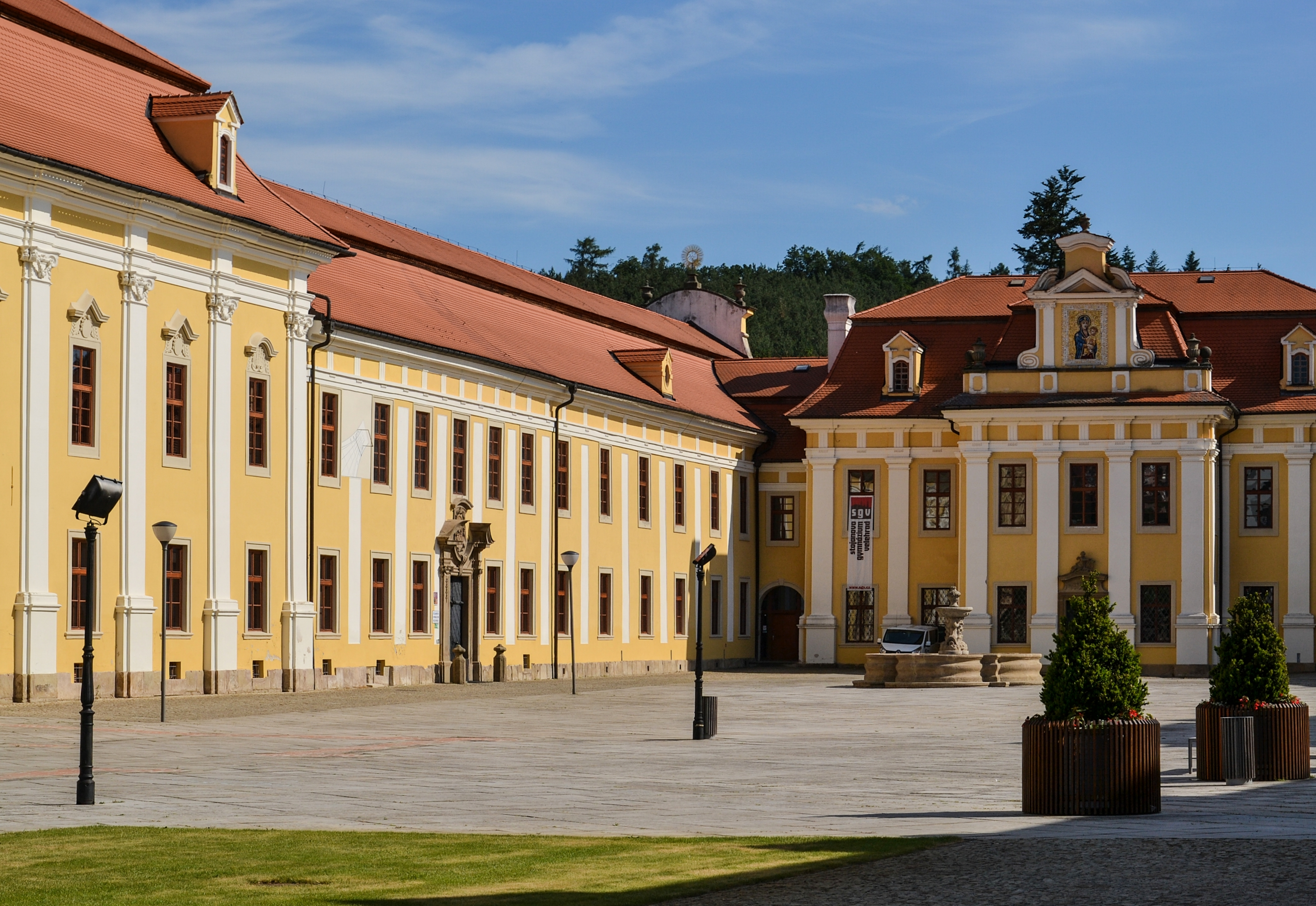
Stojan-Gymnasium

Nach dem Zweiten Weltkrieg nahm das jesuitische Gymnasium den Unterricht wieder auf. Nach der Machtübernahme durch die Kommunisten wurde es 1950 im Rahmen der „Aktion K“ geschlossen. Die Nationale Wallfahrt 1985 in Velehrad gestaltete sich trotz Restriktionen zu einer Manifestation gegen das kommunistische Regime. Die Basilika erhielt daraufhin im selben Jahre durch Papst Johannes Paul II. die Goldene Rose verliehen. 1990 besuchte Johannes Paul II. den Ort. Der Orden kehrte 1990 nach Velehrad zurück und errichtete im Jahre 2001 das Gymnasium wieder. Nach der Gründung durch Bischof Jan Graubner nahm das nach Anton Cyril Stojan benannte Stojanovo gymnázium 2004 den Unterricht auf.
1993 fand in Velehrad das tschechische Jugendtreffen statt, zu dem 8000 Teilnehmer kamen. Neben den Jesuiten wirken heute in Velehrad mit den Kongregationen der Schwestern der hl. Kyrill und Method (Kongregace sester sv. Cyrila a Metoděje) und den slowakischen Schwestern der Göttlichen Erlösung (Kongregácie sestier Božského Vykupiteľa) zwei weitere katholische Orden.

## Wappen
Beschreibung: In Blau ein rot und weiß gevierter glatt geschnittener goldschnäbliger und so auch gezungter Adlerkopf mit einer goldenen Lilienkrone.

## Gemeindegliederung
Für die Gemeinde Velehrad sind keine Ortsteile ausgewiesen.

## Söhne und Töchter der Gemeinde
- Gottfried Bernhard Göz (1708–1774), österreichischer Maler
- Josef Valentin Zlobický (1743–1810), tschechischer Philologe und ab 7. Oktober 1775 erster Professor für tschechische Sprache und Literatur an der Universität Wien
- Wilhelm Löw (1869–1945), Händler, Konzerngründer

## Sehenswürdigkeiten
- Kloster Velehrad

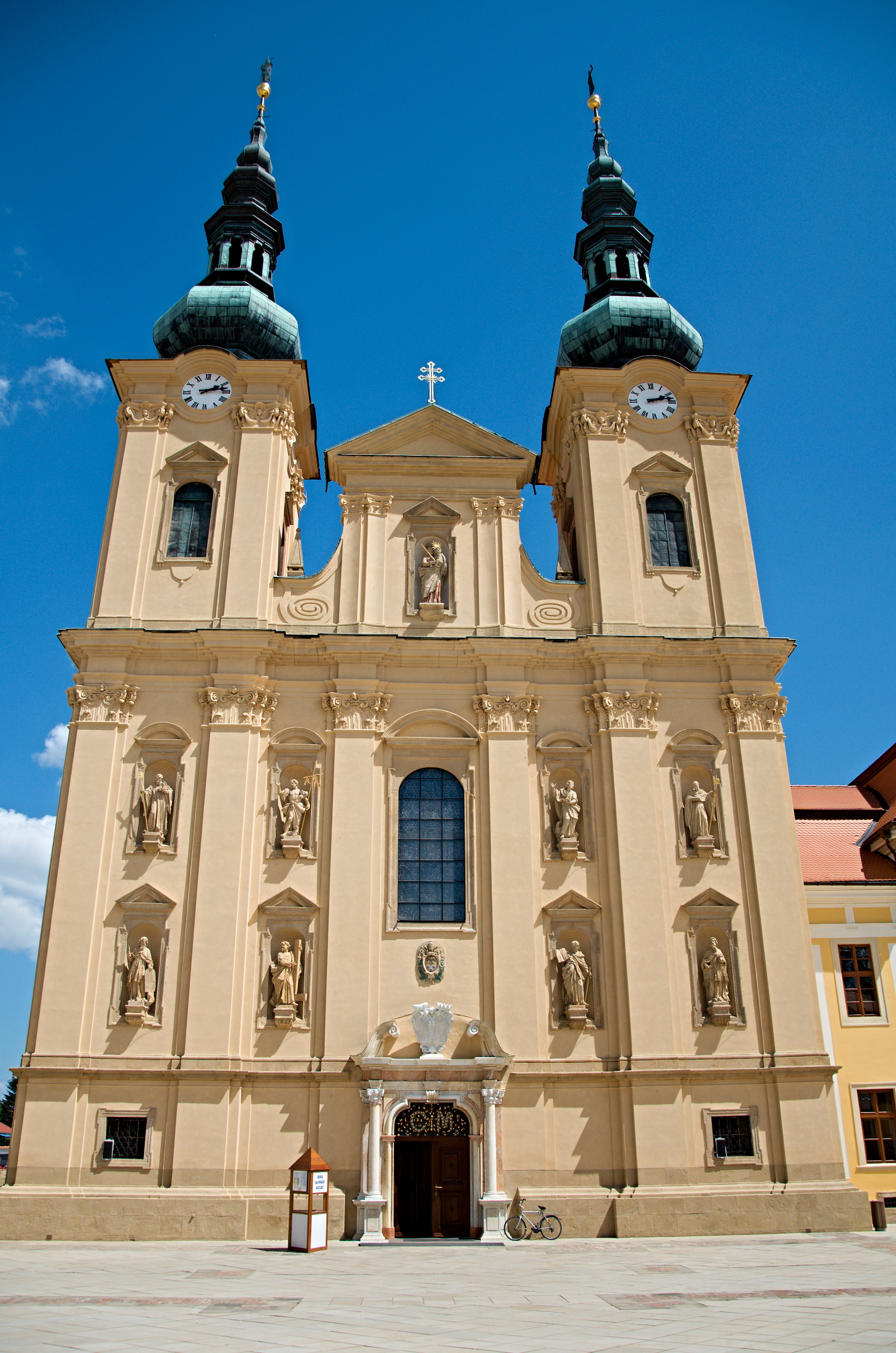
Basilika Mariä Himmelfahrt und St. Kyrill und Method

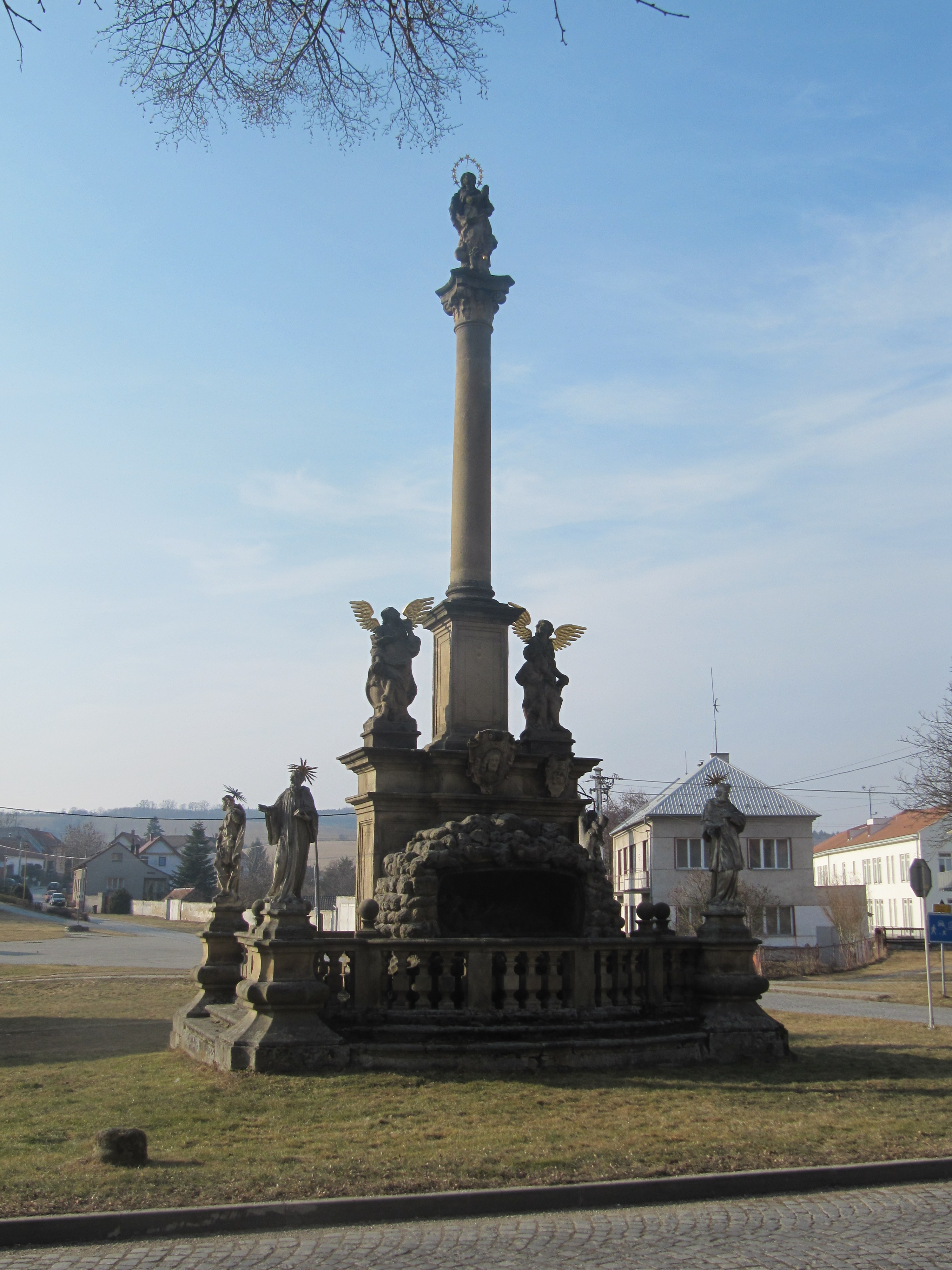
Mariensäule

  - Basilika Mariä Himmelfahrt und St. Kyrill und Method, geweiht 1228 durch Bischof Robert von England, die Wallfahrtskirche wurde 1985 mit der Goldenen Rose ausgezeichnet
- Mariensäule am westlichen Klostertor, errichtet 1681
- Pestsäule aus dem Jahre 1715
- Säule mit Bildnis des heiligen Johannes von Nepomuk
- Christus-Statue an der Straße nach Staré Město aus dem Jahre 1703
- Archeoskanzen Modrá am östlichen Ortsausgang
- Grundmauern eines am Übergang vom 8. zum 9. Jahrhundert errichteten steinernen Kirchleins mit dem wahrscheinlich größten Salzburger Taufbecken. Die auf dem Gebiet von Modrá gelegene Kirche ist möglicherweise eines der ältesten steinernen Bauwerke auf tschechischem Gebiet
- Kirche St. Johannes, am östlichen Ortsausgang in Modrá, Nachbau der ursprünglichen Kirche aus dem 9. Jahrhundert
- Megalith Králův stůl, nördlich des Dorfes, wahrscheinlich Teil eines frühzeitlichen Sonnenkalenders